# Шведов, Денис Эдуардович
Дени́с Эдуа́рдович Шве́дов (род. 24 ноября 1981, Москва) — российский актёр театра, кино, телевидения и дубляжа, телеведущий и диктор, участник шоу «Последний герой. Чемпионы против новичков».

## Биография
Денис Шведов родился 24 ноября 1981 года в Москве. Жил с матерью и младшей сестрой (род. 1983) в районе станции метро «ВДНХ».
С четырнадцати лет играл в регби. После травмы и длительного восстановления наверстать упущенное было очень сложно, поэтому в возрасте восемнадцати лет Денису пришлось уйти из спорта.
В 2006 году окончил Высшее театральное училище (институт) имени М. С. Щепкина при Государственном академическом Малом театре России (художественный руководитель курса — Николай Николаевич Афонин) и был принят в труппу Российского академического молодёжного театра (РАМТ) в Москве, где служит по настоящее время.
Активно снимается в художественных фильмах и телесериалах, озвучивает документальное кино, героев компьютерных игр и рекламных роликов.
14 сентября 2013 года Денис Шведов получил приз за лучшую мужскую роль на XI Международном кинофестивале стран Азиатско-Тихоокеанского региона (АТР) «Меридианы Тихого» во Владивостоке за роль майора полиции Сергея Соболева в криминальной драме «Майор» (2013) режиссёра и сценариста Юрия Быкова.

### Личная жизнь
Жена (с 2016 года) — Александра Розовская (род. 1988), актриса Российского академического молодёжного театра (РАМТ), дочь театрального режиссёра, драматурга, сценариста Марка Розовского (род. 1937).
Дочь Мирослава (род. 2016). Сын Иван (род. 8 апреля 2018).

## Роли в театре
Российский академический молодёжный театр (РАМТ)
- 1989 — «Приключения Тома Сойера» Марка Твена. Режиссёр: Д. Крэнни — Энди Тёрнер, лоцман
- 2001 — «Лоренцаччо» Альфреда де Мюссе. Режиссёр: Алексей Бородин — Джулиано Сальвиати
- 2002 — «Эраст Фандорин» Бориса Акунина. Режиссёр: Алексей Бородин — Георг
- 2004 — «Вишнёвый сад» А. П. Чехова. Режиссёр: Алексей Бородин — Почтовый чиновник
- 2004 — «Идиот» Ф. М. Достоевского. Режиссёр: Режис Обадиа — Фердыщенко, поручик Келлер
- 2005 — «Чисто английское привидение» Оскара Уайльда. Режиссёр: Александр Назаров — Мистер Хирам Б. Отис
- 2006 — «Золушка» Евгения Шварца. Режиссёр: Алексей Бородин — Лесничий
- 2007 — «Берег утопии» Тома Стоппарда. 3 часть. Выброшенные на берег. Режиссёр: Алексей Бородин — Полицейский
- 2008 — «Красное и чёрное» Стендаля. Режиссёр: Юрий Ерёмин — Круазнуа, граф
- 2008 — «Мартин Иден» Джека Лондона. Режиссёр: Андрей Васильев — Мартин Иден
- 2009 — «Приключения капитана Врунгеля» Андрея Некрасова. Режиссёр: Борис Гранатов — Матрос Лом
- 2010 — «Думайте о нас» Евгения Клюева. Режиссёр: Владимир Богатырёв — Первый стражник
- 2010 — «Чехов-GALA» А. П. Чехова. Режиссёр: Алексей Бородин — Нюнин
- 2011 — «Дон Кихот» Мигеля де Сервантеса. Режиссёр: Юрий Еремин — Дон Кихот
- 2014 — «Нюрнберг» Эбби Манна. Режиссёр: Алексей Бородин — Лоусон
- 2015 — «Берег утопии» Тома Стоппарда. Режиссёр: Алексей Бородин — Михаил Бакунин, сын Александра Бакунина, русский эмигрант
- 2021 — «Сны моего отца» Романа Михайлова. Режиссёр: Егор Перегудов — Урод

## Фильмография
- 2007 — Слабости сильной женщины — эпизод
- 2007 — Короли игры (серия № 12) — Константин Ожиганов, отец Сони
- 2007 — Слуга государев — шляхтич
- 2008 — Татьянин день — Анатолий, врач
- 2008 — Добрая подружка для всех — Саша Снегирёв, известный писатель
- 2008 — Александр. Невская битва — Сбыслав Якунович, новгородский посадник
- 2009 — Однажды будет любовь — Антон
- 2009 — Из жизни капитана Черняева — Кусто
- 2010 — Жить — Андрей
- 2011 — О чём ещё говорят мужчины — Боря, сотрудник ФСБ, у которого была «пятёрка» по физике
- 2011 — Инкассаторы — Сергей Хромов, инкассатор
- 2013 — Майор — Сергей Соболев, майор полиции, заместитель начальника РОВД
- 2013 — Станица — Геннадий Иванович Киреев, подручный Николая Волкова, бандит
- 2014 — Авантюристы — Андрей, банковский клерк
- 2014 — 2017 — Мажор — Данила Иванович Королёв, оперуполномоченный, старший лейтенант полиции (1—3 сезоны)
- 2015 — Неуловимые — Сергей Полянский, влиятельный бизнесмен
- 2015 — Приличные люди — «Сиплый»
- 2015 — Снег и пепел — Николай Урусов, майор Главного разведуправления Генерального штаба
- 2015 — Измены — Никита Михалков, любовник Аси, инспектор ДПС, капитан полиции
- 2015 — Метод — Игорь Бойко, скинхед
- 2015 — Метаморфозис — Владимир
- 2015 — Москва, я терплю тебя — Владимир Тихонович
- 2016 — Беги! — Николай Герасимов, наёмник
- 2016 — Танцы насмерть — «Серый», чемпион одного из предыдущих танцевальных турниров[10]
- 2016 — Что и требовалось доказать — Олег Михайлович Ширяев, капитан полиции, следователь[11]
- 2016 — Неуловимые: Бангкок — Сергей Полянский, влиятельный бизнесмен
- 2017 — Налёт — Павел Карпенко
- 2017 — Жизнь впереди — Игорь, бандит, друг Григория Киселёва («Киселя»)
- 2017 — Путь сквозь снега — Денис Гордеев, бандит
- 2017 — Молоко — Серёжа
- 2017 — Рэйк — Пётр Игоревич
- 2018 — 2021 — Бывшие — Илья Русаков, психолог-консультант реабилитационной клиники для алкоголиков и наркозависимых
- 2018 — Завод — Алексей («Седой»)
- 2020 — 2023 — Иванько — Макар Андреевич Королёв, отец Елисея
- 2020 — Фантом — Стас Хабаров, оперуполномоченный полиции
- 2020 — Волк — Александр Васильевич Волк
- 2020 — Доктор Преображенский — Лев Преображенский (главная роль)
- 2021 — Сны Алисы — Костя
- 2021 — Сказки Пушкина. Для взрослых — муж Рыбки (эпизод «Рыбка») / царь (эпизод «Царевна»)
- 2022 — Оффлайн — Андрей Никонов, майор ФСБ
- 2022 — Бывшие. Happy End — Илья Русаков
- 2023 — Рыцарь крапивного ордена (короткометражка) — рыцарь
- 2023 — Оборотень — Андрей Лазарев
- 2023 — Лето. Нулевые — Виталий Михайлович
- 2023 — Я делаю шаг — Дмитрий
- 2023 — Сны Алисы — Костя
- 2024 — Красный 5 — Саня Бекешев
- 2024 — Тинатин (короткометражка) — отец Тины
- 2024 — Танго на осколках — Иван
- 2025 — Финал — Владимир Алекно

### Дубляж
- 2021 — Райя и последний дракон — вождь Бенджа[12]

## Озвучивание компьютерных игр
- 2009 — Anno 1404 — Куно фон Ремболд, Ибн аль-Хаким
- 2011 — The Elder Scrolls V: Skyrim — Вилкас, Ралоф, Ярл Балгруф, эпизодические персонажи-норды.
- 2012 — World of Warcraft: Mists of Pandaria — Хао Манн
- 2012 — Diablo III — брат Малахия / Гейн / Андреус, целитель
- 2015 — The Witcher 3: Wild Hunt — Йорунд из Аринбьорна